# Nemzeti kézilabda-bajnokság
Magyar férfi kézilabda-bajnokság (svenska: Ungerska herr-handbollsmästerskapet), även kallad Nemzeti Bajnokság 1 (NB 1), bildad 1951, är Ungerns högsta handbollsdivision för herrar.
Ligan består av 14 lag, varav de mest kända är Veszprém KC, SC Szeged och Dunaferr SE. Det slovakiska klubblaget HT Tatran Prešov deltar även för att deras nationella liga inte håller samma kvalitetsmått då den bara innehåller åtta lag. Tatran Prešovs resultat i den högsta ungerska divisionen räknas däremot inte in i den slutliga tabellen. Man kallar istället den tabell där de ingår för Barátság Kupa.

## Vinnare
| Antal | Klubb                  | År |
| ----- | ---------------------- | --- |
| 28    | Veszprém KC            | 1985, 1986, 1992, 1993, 1994, 1995, 1997, 1998, 1999, 2001 2002, 2003, 2004, 2005, 2006, 2008, 2009, 2010, 2011, 2012 2013, 2014, 2015, 2016, 2017, 2019, 2023, 2024 |
| 14    | Honvéd SE Budapest     | 1952, 1963, 1964, 1965, 1966, 1967, 1968, 1972, 1976, 1977 1980, 1981, 1982, 1983                                                                                    |
| 05    | Spartacus SE Budapest  | 1959, 1960, 1961, 1962, 1973 |
| 05    | SC Szeged              | 1996, 2007, 2018, 2021, 2022 |
| 04    | Vörös Meteor Budapest  | 1951, 1954, 1955, 1957 |
| 04    | Komlói Banyasz SK      | 1974, 1978, 1979, 1984 |
| 04    | Elektromos SE Budapest | 1969, 1970, 1971, 1991 |
| 03    | Győri ETO KC           | 1987, 1989, 1990 |
| 02    | Újpest Dózsa Budapest  | 1953, 1958 |
| 01    | Debreceni Dózsa        | 1975 |
| 01    | Dunaferr SE            | 2000 |